# San Rafael, Oaxaca
San Rafael är en ort i Mexiko.   Den ligger i kommunen San José Ayuquila och delstaten Oaxaca, i den sydöstra delen av landet, 200 km sydost om huvudstaden Mexico City. San Rafael ligger 1 583 meter över havet och antalet invånare är 267.
Terrängen runt San Rafael är huvudsakligen kuperad, men den allra närmaste omgivningen är platt. Terrängen runt San Rafael sluttar västerut. Runt San Rafael är det ganska tätbefolkat, med 96 invånare per kvadratkilometer. Närmaste större samhälle är Petlalcingo, 17,1 km norr om San Rafael. I omgivningarna runt San Rafael växer huvudsakligen savannskog.